# Marco II Sanudo
Marco II Sanudo (zm. 1303) – wenecki władca Księstwa Naksos w latach 1262-1303. 

## Życiorys
Był synem Angelo Sanudo. Za jego rządów większość wysp, z wyjątkiem Naksos i Paros została utracona na rzecz odnowionego Cesarstwa Bizantyńskiego. Jego następcą był Guglielmo I Sanudo (1303–23). Innym jego synem był Marco Sanudo. 